# Puente Nacional (municipalité)

La municipalité de Puente Nacional est l'une des 212 municipalités de l'État de Veracruz, et est située dans la partie centrale de cet État. Située à l'ouest du golfe du Mexique, la municipalité confine à l'ouest sur les piémonts de la Sierra Madre orientale. Elle est traversée à l'ouest par le fleuve Río Antigua, ainsi que par plusieurs de ses affluents. Son chef-lieu est la ville éponyme de Puente Nacional. Cette municipalité dépend de la région administrative de Sotavento, qui est une des 10 subdivisions administratives de l'État de Veracruz.

## Toponymie
Le nom de Puente Nacional provient de la présence d'un pont de franchissement du fleuve Río Antigua, bâti au début du XIXe siècle, et nommé Puente del Rey. Après l'indépendance du Mexique, il prit le nom de Puente de la República, puis Puente Nacional.

## Géographie
La municipalité de Puente Nacional s'étire d'est en ouest dans la vallée du fleuve Río Antigua, qui forme sa limite nord, ainsi que dans la vallée de son affluent la Santa María, qui forme sa limite plus à l'ouest. Son territoire présente des reliefs contrastés, oscillant entre 100 et 800 mètres d'altitude. Celui-ci confine à l'ouest sur les piémonts de massif montagneux de la Sierra Madre orientale. Son chef-lieu est la petite localité de Puente Nacional, qui se trouve sur la rive nord du fleuve Río Antigua, qui se nomme localement Los Pescados. Mais sa ville principale est celle de Cabezas, qui se trouve dans la périphérie sud-ouest de la ville de José Cardel, dans la municipalité voisine de La Antigua. Les deux villes s'y trouvent en situation de conurbation. Son territoire couvre une superficie de 383,8 km2, et était peuplé en 2010 de 21 603 habitants, pour une densité de 56,3 habitants par km2.
La municipalité est limitrophe au nord de celle de Úrsulo Galván, au nord-ouest de celles de Actopan, d'Emiliano Zapata, d'Apazapan, de Tlaltetela, et de Totutla ; elle est limitrophe au sud de celles de Tlacotepec de Mejía et de Comapa, et à l'est de celles de Paso de Ovejas et de La Antigua.

## Composition et démographie
La municipalité était composée en 2010 de 76 localités, dont une seule était considérée comme urbaine, les autres étant rurales. Très peu peuplé, le chef-lieu Puente Nacional ne figure pas dans le tableau ci-dessous.
| Localité            | Population |
| ------------------- | ---------- |
| Cabezas             | 6167       |
| Chichicaxtle        | 1910       |
| Casa Blanca         | 1565       |
| El Palmar           | 1074       |
| Tamarindo           | 844        |
| Reste des localités | 10 043     |
| Total population    | 21 603     |

En plus de l'espagnol, plusieurs langues amérindiennes sont parlées dans la municipalité, dont les principales sont par ordre d'importance : le nahuatl, le chinantèque, le ch'ol, et le zapotèque.

## Histoire
Au XVIe siècle, le territoire la municipalité se trouve sur le tracé d'une route reliant La Antigua et Mexico.
Au début du XIXe siècle est construit le pont de Puente del Rey, permettant le franchissement du fleuve Río Antigua. Celui-ci servit de point d'appui au général Guadalupe Victoria durant la Guerre d'indépendance du Mexique.
En 1892, le siège de la municipalité est établi à Crucero. Il est déplacé en 1926 dans la localité de Chichicaxtle, puis en 1941 dans celle de Puente Nacional.

## Économie

### Agriculture et élevage
La superficie des parcelles semées représentait en 2013 une surface totale de 9132,7 hectares, parmi lesquels 2793 hectares étaient voués à la culture de la canne à sucre, 4480 hectares étaient voués à la culture du maïs, et 147 hectares à celle du piment vert.
En 2013, la production de viande par tonnes comprenait 1034,9 tonnes de viande bovine, 113,5 tonnes de viande porcine, 21,2 tonnes de viande ovine, 33,1 tonnes de volailles, et 1,1 tonne de dinde. La superficie vouée à l'élevage représentait alors 13 253 hectares.